# Eilera
Eilera est un groupe de folk metal/metal gothique français, originaire de Montpellier. Il est composé de Eilera (chant, guitare) et Jan Sormo (basse). Eilera est plus particulièrement populaire en Finlande.

## Biographie
Les deux musiciens jouaient ensemble au sein du groupe Chrysalis et ils étaient tous deux issus de la scène metal avant de former le groupe Eilera.
Leur premier album autoproduit, nommé Facettes, sort en 2003. Les influences celtiques sont très présentes dès la sortie de cet album. En décembre 2004, Eilera et Loïc signent un contrat avec la maison de disques finlandaise Spinefarm Records. Precious moment est le premier EP 4 titres du groupe, enregistré en mars 2005. Produit par Hiili Hiilesmaa, Precious Moment comporte la participation additionnelle de plusieurs musiciens, notamment de Ian McCamy joueur de fiddle celtique, et de Max Lilja (violoncelle, présent sur plusieurs albums du groupe Apocalyptica).
En mars 2006, les parties basse et batterie de leur troisième disque, nommé Fusion sont enregistrées aux studios Finnvox d'Helsinki. Les parties guitares de Loïc sont enregistrées en France, ainsi que les lignes de fiddle et de chant. L'album Fusion sort le 12 septembre 2007.
Eilera s'installe en Finlande et compose en 2010 ses albums Dark Chapters... and Stars puis en 2016, Face Your Demons. Cet album est disponible en édition limitée signée par Eilera. Dans les deux albums, Eilera s'oriente vers un registre plus rock celtique, avec une tendance à l'introspection magnifiant la voix de Eilera grâce à un son moins brut. Pour autant il reste quelques morceaux pêchus qui rappellent l'origine metal de la compositrice.

## Membres

### Membres actuels
- Eilera - chant, composition
- Jan Sormo - basse

### Anciens membres
- Loïc Tézénas - guitare, composition, arrangements

### Musiciens de concerts
- Sébastien Charles - violoncelle (2007)
- Sampo Neuvonen - batterie (2008)
- Kuisma Eskola - violoncelle (2008)
- Laura Airola - violon (2008)
- Yoann Le Gall - batterie (2009)
- Jean Ferry - batterie (2010)
- Maxime Rocher - batterie (2001-2012)

## Discographie
- 2003 : Facettes (démo)
- 2005 : Precious Moment
- 2007 : Fusion
- 2010 : Darker Chapter... and Stars
- 2014 : Frozen Path (single)
- 2014 : Into the Sea (single)
- 2016 : Face Your Demons